# Kieran Dowell
Kieran Dowell, né le 10 octobre 1997 à Ormskirk, est un footballeur anglais qui évolue au poste de milieu de terrain à Birmingham City, en prêt du Rangers FC.

## Biographie

### En club
Formé à l'Everton FC, Dowell prend part à son premier match avec l'équipe première lors d'un match de Ligue Europa face au FK Krasnodar le 11 décembre 2014. Le 30 avril 2016, il dispute son premier match de Premier League en entrant en jeu à la place de Ross Barkley face à Bournemouth (victoire 2-1).
Le 3 août 2017, Dowell est prêté pour une saison à Nottingham Forest. Le lendemain, il participe à sa première rencontre avec Forest lors d'un match de championnat contre Millwall (victoire 1-0). Le 12 août 2017, Kieran Dowell inscrit son premier but sous le maillot de Nottingham Forest face à Brentford (victoire 2-3). Il marque dix buts en quarante-trois matchs toutes compétitions confondues avec le pensionnaire de Championship avant de réintégrer l'effectif d'Everton à l'issue de la saison.
De retour à Everton, Dowell ne prend part qu'à deux matchs de coupes nationales lors de la première moitié de la saison 2018-2019 avant d'être prêté pour six mois à Sheffield United le 2 janvier 2019. Il inscrit deux buts en dix-sept matchs sous le maillot des Blades, qui parviennent à remonter en Premier League grâce à leur deuxième place en championnat.
Le 11 juillet 2019, Kieran Dowell rejoint Derby County sous forme de prêt d'une saison. Il ne prend part qu'à dix matchs au cours de la première partie de saison, avant d'être rappelé par Everton puis renvoyé en prêt pour six mois à Wigan Athletic. Dowell inscrit cinq buts en treize matchs sous le maillot des Latics.
Le 30 juillet 2020, Kieran Dowell s'engage pour trois ans avec Norwich City.
Le 5 septembre suivant, il joue son premier match sous le maillot des Canaries en étant titularisé contre Luton Town en Coupe de la Ligue anglaise. Il inscrit un but au cours de ce match, mais son équipe s'incline 1-3.
A l'issue de la saison 2022-23, en finissant son contrat, il quitte Norwich City.

### En sélection nationale
Kieran Dowell participe à la Coupe du monde des moins de 20 ans en 2017 organisée en Corée du Sud, durant laquelle il joue sept matchs et inscrit un but contre la Corée du Sud en phase de groupe. L'Angleterre remporte la compétition en battant le Venezuela en finale.
Dowell fait partie des vingt joueurs sélectionnés en équipe d'Angleterre espoirs pour disputer le Festival international espoirs 2018. Il prend part à toutes les rencontres des Anglais et inscrit un but en finale face au Mexique (victoire 1-2).
Le 27 mai 2019, il fait partie des vingt-trois joueurs sélectionnés pour participer à l'Euro espoirs 2019 avec l'équipe d'Angleterre.

## Statistiques
| Saison                | Club                     | Championnat             | Championnat | Championnat | Coupe nationale | Coupe nationale | Coupe de la Ligue | Coupe de la Ligue | Compétition(s) continentale(s) | Compétition(s) continentale(s) | Compétition(s) continentale(s) | Total | Total |
| Saison                | Club                     | Division                | M.          | B.          | M.              | B.              | M.                | B.                | Comp.                          | M.                             | B.                             | M.    | B.    |
| 2014-2015             | Everton FC               | Premier League          | -           | -           | -               | -               | -                 | -                 | C3                             | 1                              | 0                              | 1     | 0     |
| 2015-2016             | Everton FC               | Premier League          | 2           | 0           | -               | -               | -                 | -                 | -                              | -                              | -                              | 2     | 0     |
| 2016-2017             | Everton FC               | Premier League          | -           | -           | -               | -               | -                 | -                 | -                              | -                              | -                              | 0     | 0     |
| 2018-2019             | Everton FC               | Premier League          | -           | -           | -               | -               | 2                 | 0                 | -                              | -                              | -                              | 2     | 0     |
| Sous-total            | Sous-total               | Sous-total              | 2           | 0           | -               | -               | 2                 | 0                 | -                              | 1                              | 0                              | 5     | 0     |
| 2017-2018             | Nottingham Forest (prêt) | Championship            | 38          | 9           | 2               | 1               | 3                 | 0                 | -                              | -                              | -                              | 43    | 10    |
| 2018-2019             | Sheffield United (prêt)  | Championship            | 16          | 2           | 1               | 0               | -                 | -                 | -                              | -                              | -                              | 17    | 2     |
| 2019-2020             | Derby County (prêt)      | Championship            | 10          | 0           | -               | -               | -                 | -                 | -                              | -                              | -                              | 10    | 0     |
| 2019-2020             | Wigan Athletic (prêt)    | Championship            | 12          | 5           | 1               | 0               | -                 | -                 | -                              | -                              | -                              | 13    | 5     |
| Sous-total            | Sous-total               | Sous-total              | 76          | 16          | 4               | 1               | 3                 | 0                 | -                              | -                              | -                              | 83    | 17    |
| 2020-2021             | Norwich City             | Championship            | 24          | 5           | 1               | 0               | 1                 | 1                 | -                              | -                              | -                              | 26    | 6     |
| 2021-2022             | Norwich City             | Premier League          | 19          | 1           | 3               | 0               | 2                 | 0                 | -                              | -                              | -                              | 24    | 1     |
| 2022-2023             | Norwich City             | Championship            | 23          | 5           | 1               | 0               | 1                 | 0                 | -                              | -                              | -                              | 25    | 5     |
| Sous-total            | Sous-total               | Sous-total              | 66          | 11          | 5               | 0               | 4                 | 1                 | -                              | -                              | -                              | 75    | 12    |
| 2023-2024             | Rangers FC               | Scottish Premier League | 12          | 2           | -               | -               | 1                 | 0                 | C1                             | 3                              | 0                              | 16    | 2     |
| 2024-2025             | Rangers FC               | Scottish Premier League | 12          | 0           | -               | -               | 2                 | 0                 | C1+C3                          | 1+1                            | 0+0                            | 16    | 0     |
| Sous-total            | Sous-total               | Sous-total              | 24          | 2           | -               | -               | 3                 | 0                 | -                              | 5                              | 0                              | 32    | 2     |
| 2024-2025             | Birmingham City (prêt)   | League One              | 8           | 0           | 3               | 1               | -                 | -                 | -                              | -                              | -                              | 11    | 1     |
| Sous-total            | Sous-total               | Sous-total              | 8           | 0           | 3               | 1               | -                 | -                 | -                              | -                              | -                              | 11    | 1     |
| Total sur la carrière | Total sur la carrière    | Total sur la carrière   | 176         | 29          | 12              | 2               | 12                | 1                 | -                              | 6                              | 0                              | 206   | 32    |

## Palmarès

### En club
- Sheffield United
  - Vice-champion d'Angleterre de deuxième division en 2019.

- Norwich City
  - Champion d'Angleterre de deuxième division en 2021.

- Rangers FC
  - Vainqueur de la Coupe de la Ligue écossaise en 2024.
  - Finaliste de la Coupe de la Ligue écossaise en 2025.

- Birmingham City
  - Champion de League One en 2024-25
  - Finaliste de l'EFL Trophy en 2025

### En sélection
- Angleterre -20 ans
  - Vainqueur de la Coupe du monde des moins de 20 ans en 2017.

- Angleterre espoirs
  - Vainqueur du Festival international espoirs en 2018.